# La Esperanza, Tecali de Herrera
La Esperanza är en ort i Mexiko.   Den ligger i kommunen Tecali de Herrera och delstaten Puebla, i den sydöstra delen av landet, 140 km sydost om huvudstaden Mexico City. La Esperanza ligger 2 014 meter över havet och antalet invånare är 161.
Terrängen runt La Esperanza är platt åt nordost, men åt sydväst är den kuperad. Runt La Esperanza är det ganska glesbefolkat, med 32 invånare per kvadratkilometer. Närmaste större samhälle är Tepeaca, 13,6 km nordost om La Esperanza. Trakten runt La Esperanza består i huvudsak av gräsmarker.